# Paolo Emilio Filonardi
Paolo Emilio Filonardi (Bauco, 1580 – Roma, 24 aprile 1624) è stato un arcivescovo cattolico italiano.

## Biografia
Nato da Scipione e Brigida Ambrosi, nobildonna di Anagni, venne avviato alla carriera ecclesiastica come molti altri membri della famiglia Filonardi.
Il 5 aprile 1616 venne ordinato arcivescovo di Amalfi, incarico che mantenne fino alla morte. Il 19 aprile 1616 venne nominato nunzio apostolico presso il Regno di Napoli, carica dalla quale si dimise il 26 marzo del 1621.

## Genealogia episcopale e successione apostolica
La genealogia episcopale è:
- Cardinale Guillaume d'Estouteville, O.S.B.Clun.
- Papa Sisto IV
- Papa Giulio II
- Cardinale Raffaele Riario
- Papa Leone X
- Papa Clemente VII
- Cardinale Antonio Sanseverino, O.S.Io.Hieros.
- Cardinale Giovanni Michele Saraceni
- Papa Pio V
- Cardinale Innico d'Avalos d'Aragona, O.S.Iacobi
- Cardinale Scipione Gonzaga
- Patriarca Fabio Biondi
- Cardinale Michelangelo Tonti
- Cardinale Filippo Filonardi
- Arcivescovo Paolo Emilio Filonardi

La successione apostolica è:
- Vescovo Gregorio Pomodoro (1616)